# 环状隐足蟹
环状隐足蟹（学名：Cryptopodia fornicata）为菱蟹科隐足蟹属的动物。分布于日本、澳大利亚、菲律宾、新加坡、泰国湾、安达曼、斯里兰卡、台湾岛以及中国大陆的广东、海南岛、福建等地，生活环境为海水，多栖息于25-30米深的碎贝壳及泥沙底。